# Chicago-Marathon 2005
| 28. Chicago-Marathon    | 28. Chicago-Marathon        |
| ----------------------- | --------------------------- |
| Stadt                   | Chicago, Vereinigte Staaten |
| Datum                   | 9. Oktober 2005             |
| Distanz                 | 42,195 Kilometer            |
| Sieger                  |                             |
| Männer                  | Felix Limo (2:07:02 h)      |
| Frauen                  | Deena Kastor (2:21:25 h)    |
| ← Chicago-Marathon 2004 | Chicago-Marathon 2006 →     |
| Website                 | Offizielle Website          |

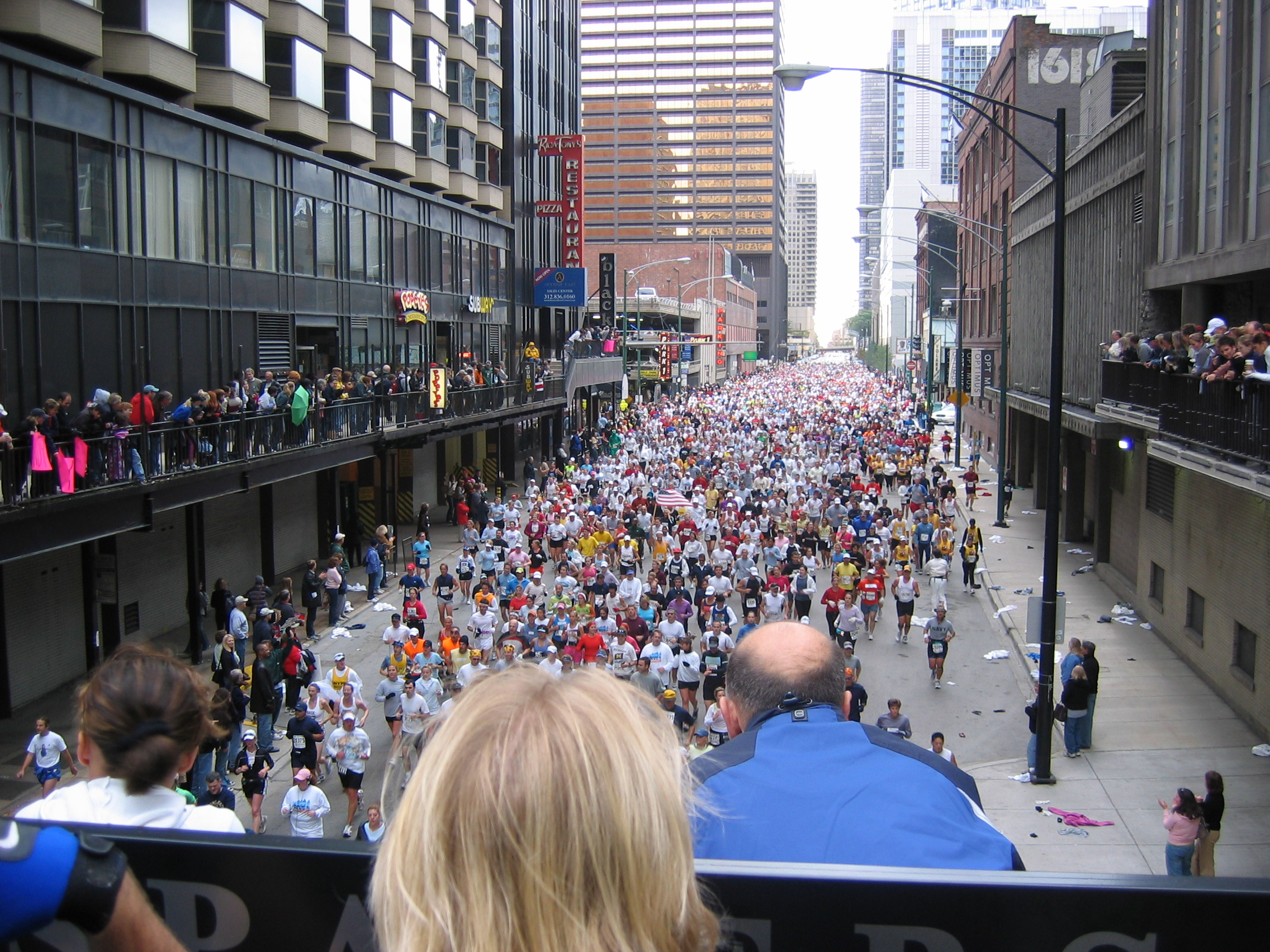
Start des Laufs.

Der Chicago-Marathon 2005 (offiziell: LaSalle Bank Chicago-Marathon 2005) war die 28. Ausgabe der jährlich stattfindenden Laufveranstaltung in Chicago, Vereinigte Staaten. Der Marathon fand am 9. Oktober 2005 statt.
Bei den Männern gewann Felix Limo in 2:07:02 h, bei den Frauen Deena Kastor in 2:21:25 h.

## Ergebnisse

### Männer
| Platz | Athlet               | Land  | Zeit (h) |
| ----- | -------------------- | ----- | -------- |
| 01    | Felix Limo           | Kenia | 2:07:02  |
| 02    | Benjamin Maiyo       | Kenia | 2:07:09  |
| 03    | Daniel Njenga        | Kenia | 2:07:14  |
| 04    | Evans Rutto          | Kenia | 2:07:28  |
| 05    | Patrick Mutuku Ivuti | Kenia | 2:07:46  |
| 06    | Laban Kipkemboi      | Kenia | 2:09:22  |
| 07    | William Kipsang      | Kenia | 2:09:49  |
| 08    | Timothy Cherigat     | Kenia | 2:10:34  |
| 09    | Sammy Korir          | Kenia | 2:10:53  |
| 10    | John Gwako           | Kenia | 2:12:30  |

### Frauen
| Platz | Athletin                 | Land                   | Zeit (h) |
| ----- | ------------------------ | ---------------------- | -------- |
| 01    | Deena Kastor             | Vereinigte Staaten     | 2:21:25  |
| 02    | Constantina Tomescu Diță | Rumänien               | 2:21:30  |
| 03    | Masako Chiba             | Japan                  | 2:26:00  |
| 04    | Colleen De Reuck         | Vereinigte Staaten     | 2:28:40  |
| 05    | Eri Hayakawa             | Japan                  | 2:28:50  |
| 06    | Blake Russell            | Vereinigte Staaten     | 2:29:10  |
| 07    | Kathy Butler             | Vereinigtes Königreich | 2:30:01  |
| 08    | Tatjana Petrowa          | Russland               | 2:31:03  |
| 09    | Kate Smyth               | Australien             | 2:33:42  |
| 10    | Grażyna Syrek            | Polen                  | 2:36:32  |